# Brooke Nevin
Brooke Candice Nevin, född 22 december 1982 i Toronto i Ontario, är en kanadensisk skådespelerska. Hon har bland annat spelat rollen som Julianne "Jules" Simms i TV-serien Breakout Kings (2011–2012), samt Sonja Lester i den andra TV-serien Call Me Fitz (2010–2013). Från 2004 hade hon även en återkommande medverkan i USA Network-serien The 4400.
Nevin är dotter till den professionelle ishockeyspelaren Bob Nevin (avliden år 2020) och hans hustru Monique Nevin, och föddes som deras första och äldsta dotter, följt av den yngre systern Kaleigh Nevin (födelseår okänt). Sedan 2005 lever hon i en relation med den amerikanske skådespelaren Michael Traynor, med vilken hon har en son, född i april 2024.

## Filmografi (i urval)

### Film
| År   | Titel                                     | Roll             | Noter                  |
| ---- | ----------------------------------------- | ---------------- | ---------------------- |
| 2006 | Accidental Love                           | Christine Pearce |                        |
| 2006 | I'll Always Know What You Did Last Summer | Amber Williams   | Direkt till video-film |
| 2007 | The Comebacks                             | Michelle Fields  |                        |
| 2009 | Infestation                               | Sara             |                        |
| 2018 | The Thinning: New World Order             | Dr. Langley      |                        |

### TV
| År            | Titel                          | Roll               | Noter                                                               |
| ------------- | ------------------------------ | ------------------ | ------------------------------------------------------------------- |
| 1997          | Goosebumps                     | Erin               | Avsnittet "A Shocker on Shock Street"                               |
| 1999          | Vadå, mörkrädd?                | Dani               | Avsnittet "The Tale of Bigfoot Ridge"                               |
| 1999          | En andra chans                 | Unga Katie         | Avsnittet "Blood Brothers"                                          |
| 1999          | Skräckisar                     | Jan                | Röstroll; avsnittet "Too Cool for School"                           |
| 2001          | Doc                            | Blair              | Avsnittet "Home Is Where the Heart Is"                              |
| 2004–2006     | The 4400                       | Nikki Hudson       | Återkommande roll; 7 avsnitt                                        |
| 2005          | Brottskod: Försvunnen          | Nell Clausen       | Avsnittet "4.0"                                                     |
| 2005          | Förhäxad                       | Hope               | Avsnittet "Little Box of Horrors"                                   |
| 2005          | Smallville                     | Buffy Sanders      | Avsnittet "Thirst"                                                  |
| 2005          | Supernatural                   | Katherine          | Avsnittet "Asylum"                                                  |
| 2006          | Everwood                       | Ellie              | Avsnittet "An Ounce of Prevention"                                  |
| 2006          | My Boys                        | Traci              | Avsnittet "Team Chemistry"                                          |
| 2007          | Grey's Anatomy                 | Tricia Hale        | Avsnittet "Forever Young"                                           |
| 2008          | Eli Stone                      | Molly Foster       | Avsnittet "I Want Your Sex"                                         |
| 2008          | My Name Is Earl                | Kimmis dotter      | Avsnittet "We've Got Spirit"                                        |
| 2008–2009     | Worst Week                     | Chloe Clayton      | Avsnitten "The Monitor", "The Truck", "The Wedding" och "The Party" |
| 2009          | NCIS                           | Rachael Sparks     | Avsnittet "Code of Conduct"                                         |
| 2010          | How I Met Your Mother          | Amanda             | Avsnittet "Say Cheese"                                              |
| 2010          | I nöd och lust                 | Kelly              | Avsnittet "Family Vacation"                                         |
| 2010          | The League                     | Lily               | Avsnittet "Bro-Lo El Cuñado"                                        |
| 2010–2013     | Call Me Fitz                   | Sonja Lester       | Återkommande roll; 27 avsnitt                                       |
| 2011–2012     | Breakout Kings                 | Julianne Simms     | Huvudroll                                                           |
| 2012, 2014–15 | CSI: Crime Scene Investigation | Maya               | 4 avsnitt                                                           |
| 2013          | Chicago Fire                   | Tara Little        | 4 avsnitt                                                           |
| 2013          | Cracked                        | Dr. Clara Malone   | Huvudroll (säsong 2)                                                |
| 2014          | Motive                         | Heather Williamson | Avsnittet "Bad Blonde"                                              |
| 2014          | Perception                     | Shelby Coulson     | Avsnitten "Prologue", "Silence" och "Dirty"                         |
| 2015          | Longmire                       | Nikki              | Avsnittet "Four Arrows"                                             |
| 2015          | Major Crimes                   | Mrs. Palmer        | Avsnittet "Taking the Fall"                                         |
| 2016          | Scorpion                       | Linda              | Återkommande roll (säsong 2)                                        |
| 2017          | Lethal Weapon                  | Sara Burns         | Avsnittet "Dancing in September"                                    |
| 2018, 2022    | S.W.A.T.                       | Ally               | Avsnitten "Blindspots" och "Albatross"                              |
| 2018          | Carter                         | Winter Wood        | Avsnitten "The Flood" och "Koji the Killer"                         |
| 2022          | Magnum P.I.                    | Emily Pratt        | Avsnittet "Dream Lover”                                             |
| 2022–24       | Good Trouble                   | Ryan Jones         | Återkommande roll; 7 avsnitt                                        |